# Elvana Gjata
Elvana Gjata (Tirana, 3. veljače 1987.), poznata samo kao Elvana, je albanska kantautorica. Zovu je "Diva albanske glazbe", a poznata je po svojoj raznolikosti u glazbi i izvedbi. Postala je poznata u Albaniji i drugim albanskim govornim područjima na Balkanu nakon što je izdala dva studijska albuma, Mamës (2007.) i Afër dhe larg (2011.). Također je postigla uspjeh s brojnim singlovima, kao i dva EP-a — 3 (2018.) i Çelu (2021.). Dobitnica je brojnih nagrada, uključujući dvije Balkan Music Awards.

## Djetinjstvo i mladost
Rođena je 3. veljače 1987. u Tirani. Ona je kći Fatmira i Donike Gjate, albanskih katolika. Njezin je otac služio u Oružanim snagama Albanije više od dva desetljeća. Migena, njezina starija sestra, također je glazbenica, a svoju karijeru razvija u Njemačkoj. Diplomirala je na Umjetničkom sveučilištu u Tirani sa željom da postane redateljica. Govoreći o svojoj mladosti, izjavila je da je odrasla u siromašnoj, ali sretnoj obitelji. U dobi od 14 godina otišla je na audiciju za albanski talent show i počela se baviti glazbom.

## Diskografija
- Mamës (2007)
- Afër dhe Larg (2011)
- Acoustic Live Session (2013)
- 3 (2018)
- Çelu (2021)

## Vanjske poveznice
- Elvana Gjata na stranici AllMusic
- Elvana Gjata na stranici IMDb
- Elvana Gjata na stranici Discogs